# Takuya Ito (fodboldspiller, født 1974)
 For alternative betydninger, se Takuya Ito. (Se også artikler, som begynder med Takuya Ito)
Takuya Ito (født 11. juni 1974) er en tidligere japansk fodboldspiller.
Han har spillet for flere forskellige klubber i sin karriere, herunder Giravanz Kitakyushu.